# Neosho Falls
Pour les articles homonymes, voir Neosho.
Neosho Falls est une municipalité américaine située dans le comté de Woodson au Kansas. Lors du recensement de 2010, sa population est de 141 habitants.

## Géographie
Neosho Falls se trouve sur les rives de la rivière Neosho. Son nom signifie « les chutes de la Neosho ».
Selon le Bureau du recensement des États-Unis, la municipalité s'étend en 2010 sur une superficie de 0,57 mille carré (1,48 km2), dont 0,02 mille carré (0,05 km2) d'étendues d'eau.

## Histoire
Neosho Falls est fondée en avril 1857 par Benjamin F. Goss, accompagné de son frère National S. Goss et d'Isaac W. Dow. Son bureau de poste ouvre le mois suivant. C'est la plus ancienne communauté du comté,.
Neosho Falls devient une municipalité en 1870. Elle est en partie abandonnée après les grandes inondations de 1951. Cette « ville fantôme » a inspiré l'album In the Spirit of Things du groupe Kansas.